# Dobré Pole
Dobré Pole là một làng thuộc huyện Břeclav, vùng Jihomoravský, Cộng hòa Séc.